# Edison Azcona
Edison Alexander Azcona Vélez (La Romana, 21 de noviembre de 2003) es un futbolista profesional dominicano que juega como centrocampista en Las Vegas Lights de la USL Championship. Es internacional con la selección de fútbol de la República Dominicana.

## Trayectoria
Azcona hizo su debut en la liga con el club el 18 de julio de 2020 en una derrota por 2-0 ante el Greenville Triumph . En noviembre de 2020, Azcona fue incluido en el Segundo Equipo de la Liga Nacional de la Liga Uno de la USL y fue nominado para el premio al Jugador Joven del Año de la Liga Uno de la USL. Anotó tres goles durante su primera temporada con el club, el segundo de los cuales (un primer partido en el quinto minuto contra el Orlando City B) terminó en segundo lugar en la votación del Gol del año elegido por los fanáticos de la USL League One.
El 26 de enero de 2021, Inter Miami anunció la firma de Azcona como jugador local. El 2 de mayo de 2021, Azcona hizo su debut en la MLS contra Nashville SC y se convierte en el primer jugador local del Inter Miami en aparecer en el partido de la MLS . 

## Selección nacional
El 28 de octubre de 2020, Azcona fue convocado por la selección absoluta de República Dominicana. Hizo su debut internacional el 19 de enero de 2021, como titular en una derrota por 0-1 en casa ante Puerto Rico.  Disputó los Juegos Olímpicos de París 2024 con la selección sub-23 de República Dominicana bajo la dirección de Ibai Gómez.

### Participaciones en Juegos Olímpicos
| Juegos Olímpicos               | Sede    | Resultado      | Partidos | Goles |
| ------------------------------ | ------- | -------------- | -------- | ----- |
| Juegos Olímpicos de París 2024 | Francia | Fase de grupos | 2        | 0     |

## Clubes
| Club               | País           | Año       |
| ------------------ | -------------- | --------- |
| Fort Lauderdale    | Estados Unidos | 2020-2021 |
| Inter Miami CF     | Estados Unidos | 2021-2022 |
| El Paso Locomotive | Estados Unidos | 2022      |
| Inter Miami CF     | Estados Unidos | 2022-2024 |
| Las Vegas Lights   | Estados Unidos | 2024-Act. |

## Palmarés

### Títulos internacionales
| Título      | Club           | Sede           | Año  |
| ----------- | -------------- | -------------- | ---- |
| Leagues Cup | Inter de Miami | Estados Unidos | 2023 |

### Distinciones individuales
| Distinción                                                     | Año  |
| -------------------------------------------------------------- | ---- |
| Incluido en el Once ideal del Campeonato Sub-20 de la Concacaf | 2022 |